# Euceratomycetaceae
Euceratomycetaceae I.I. Tav. – rodzina grzybów z rzędu owadorostowców (Laboulbeniaceae). Zewnętrzne pasożyty owadów.

## Systematyka i nazewnictwo
Pozycja w klasyfikacji według Index Fungorum: Euceratomycetaceae, Laboulbeniales, Laboulbeniomycetidae, Laboulbeniomycetes, Pezizomycotina, Ascomycota, Fungi.
Rodzinę Ceratomycetaceae do taksonomii wprowadziła Isabelle Irene Tavares w 1931 r. Według Index Fungorum, który bazuje na Dictionary of the Fungi, należy do niej 5 rodzajów:
- Cochliomyces Speg. 1912
- Colonomyces R.K. Benj. 1955
- Euceratomyces Thaxt. 1931
- Euzodiomyces Thaxt. 1900
- Pseudoecteinomyces W. Rossi 1977